# Gergovie, archéologie d'une bataille (documentaire)
 (mars 2014).
Si vous disposez d'ouvrages ou d'articles de référence ou si vous connaissez des sites web de qualité traitant du thème abordé ici, merci de compléter l'article en donnant les références utiles à sa vérifiabilité et en les liant à la section « Notes et références ».
Gergovie, archéologie d'une bataille est un documentaire français réalisé par David Geoffroy, sorti en 2010.

## Synopsis
Les treize premières minutes du film sont consacrées à l'illustration du récit de la bataille par Jules César dans la Guerre des Gaules, livre septième, chapitres XXXVIe à LIIIe. Cette reconstitution se limite aux opérations menées à Gergovie et à ses alentours où est tourné le film et n'illustre pas le récit de Jules César rapportant des actions où il était impliqué, simultanément, par ailleurs.
Suit un historique des diverses hypothèses, qui à partir du « journal » imprécis de Jules César, ont placé le véritable lieu de l'affrontement entre le chef arverne et le chef romain.
- Gabriel Simeoni découvrit dans le cartulaire de Sauxillanges une propriété portant le nom de Girgoia, voisin du mot Gergovie, employé par le général romain ce qui orienta les recherches vers le site actuel.
- Napoléon III qui voulait écrire une biographie de Jules César et plus précisément sur la guerre de conquête de son antique égérie fit entreprendre une série de fouilles archéologiques en plusieurs endroits de France, dont une série à Gergovie qui débuta en été 1862 sous la responsabilité d'Eugène Stoffel. La nature et le résultat des travaux de l'aide de camp de l'empereur sont expliqués par Vincent Guichard pendant 7 minutes environ.
- Maurice Busset, en 1930, déclencha une polémique en affirmant que les côtes de Clermont avaient été le véritable théâtre de la bataille. Cette polémique entraîna la même année la réalisation d'une cinquantaine de sondages pour valider ou non les travaux de Stoffel qui avaient plus ou moins été minorés, oubliés.
- Naturellement Vincent Guichard et Christian Goudineau qui occupe une chaire aux Antiquités nationales et qui est professeur au Collège de France rejettent la thèse des côtes de Clermont défendue, plus tard, avec ténacité par Paul Eychart.

En 1995, l'État confia à Vincent Guichard, directeur de Bibracte, centre de recherche européen et musée de la civilisation celtique, une mission de vérification des observations faites par le commandant Stoffel. 
D'abord celui-ci montre que les sondages du siècle dernier puis ceux, récents, qui continuent, ont permis de récolter des éléments dont l'authenticité est confortée par la datation qui prouve qu'ils sont du Ier siècle av. J.-C.
Matthieu Poux, spécialiste de l'armement romain césarien, professeur d'archéologie à l'Université Lumière (Lyon II), se servant des pièces exhumées, clous des sandales, coque de bouclier, pointes de flèches, traits de scorpios  en conclut qu'elles appartiennent à la même époque.
De même, Yann Deberge responsable d'opération à l'Institut national de recherches archéologiques préventives (INRAP) montre et explique le travail qui a été fait pour les fossés qui reliaient les camps romains ou qui faisaient partie du système défensif, se poursuit et délivre de nouvelles pièces, 
Pierre Caillat, archéozoologue à l'Institut national de recherches archéologiques préventives tire les enseignements que nous fournissent les cadavres de chevaux découverts par groupes de huit à vingt dans plusieurs fosses en face du plateau. Le carbone 14 confirme qu'ils datent aussi du Ier siècle av. J.-C.
En 2001, Thomas Pertlwieser spécialiste des fortifications protohistoriques à l'Université de Vienne en Autriche, dégage les remparts de l'oppidum et montre qu'ils ont été construits dans l'urgence. Un trait de catapulte fiché dans le sol confirme que cet endroit a bien été attaqué par les romains.
Les compétences d'Ulysse Cabezuelo lui aussi responsable d'opération à l'Institut national de recherches archéologiques préventives, sont mises à contribution pour découvrir et comprendre le rôle des oppidums de Gondole et de Corent dans cet événement d'autant plus que le produit des fouilles sur ces deux sites est particulièrement abondant; par exemple 19 fosses contenant 8 à 10 chevaux et 8 à 10 hommes chacune.
Mais le travail n'est pas fini : on n'a pas encore trouvé sur le célèbre plateau les traces des fondations de la ville que Vercingétorix défendait. Les fouilles se poursuivent.

## Fiche technique
- Titre original : Gergovie, archéologie d'une bataille
- Réalisation : David Geoffroy
- Assistant réalisateur : Gwenaël Cohenner, Cédric Nicolas
- Renforts régie : Emmanuelle Priou, Agnès Contier, Mathieu Clavarella,
- Régisseuse : Marie Sinet
- Photographie : David Geoffroy, Fabien Bosdedore cadreur, Aurore Soyet
- Effets spéciaux : Egan Wel, Cédric Nicolas, Emmanuelle Priou
- Conseillers techniques et scientifiques : François Gilbert, Matthieu Poux
- Infographiste : Mathieu Clavarella
- Direction artistique 3 D : David Geoffroy
- Stagiaires 3 D : Nicolas Garcia, Elena Vaudable
- Postproduction, création graphique 2D et 3D et effets numériques : Court-jus production
- Compositing et effets numériques : Vanessa Gonçalves (cinéma), Teixera De Campos
- Mixage son : Vanessa Gonçalves
- Sound-design et mixage « Bataille de Gergovie » : Dominique Guerrée Studio Mix & Mouse Clermony-Ferrand
- Commentaire off: Dominique Auger, Philippe Bohelay
- Montage : Thomas Geoffroy, David Geoffroy, Aurore Soyet
- Stagiaire montage: Agnès Contier
- Musique : Jérôme Marie
- Musiques additionnelles : Fabien Bosdedore, Jérôme Alamy
- Production : David Geoffroy, Aurore Soyet
- Producteurs associés : Cédric Nicolas, Fabien Bosdedore
- Assistantes de production : Marie Sinet, Aurore Soyet, Vanessa Gonçalves
- Société de production : Court-jus production
- Budget : 20000 €
- Pays d'origine :  France
- Date de sortie : avant première à La Roche-Blanche le 14 octobre 2010

## Distribution
- Troupes ou associations de reconstitutions historiques :
  - Les Leuki
  - Viaromana et les autres
  - Branno teuta
  - Embonne
  - Les Ambiani et leurs chevaux
  - Les gaulois et gauloises de la troupe de reconstitution protohistorique des Gaulois d'Esse : Pascal Allard, Freddy Baussant, Geneviève Boos, Hélène Boos, Patrick Boos (« reconstituteur »), Jean-Paul Bretenoux (Sédulos), Nathalie Burgun, Sonia Caillon, Karl Chantegros, Thierry Chantegros, Tristan Chantegros, Marianne Dalton, Jonathan Durand, Clotilde Garnier, Alain Gauthier, Guillaume Gibeau, Thomas Lefranc, David Peigné, Gvendoline Peigné, Philippe Peigné, Maxime Tisseuil, Chanaan Vergne, Julien Vergne, Saïan Vergne, Xavier Przyborowski, Dark (un cheval), Mandu (un cheval).
  - Les légionnaires romains de Pax Augusta : Stefano Alotta (Jules Céar), Philippe Astolfi, Marc Bernelin, Rémi Bouix, Jean-Michel Buscail, Bruno Chanut, Luis De Huescar Garvi, Didier Froesel, Christian Gallais, François Gilbert (« reconstituteur » spécialiste de l'armement romain), Jacky Jelic, Laurent Lafont, Stéphane Lagrange, Claudio Leperini, Vincent Pirerra, Antonio Schillaci, Jean Luc Thomas,  Christophe Vaginay-Darnetz (« reconstituteur »), Dorian Van Asch, Véran Vassieux, Richard Young

- Virginie Lebarzic
- Cédric Nicolas : Vercingétorix

## Distinctions
- 2011
  - Grand prix du festival du film archéologique de Bruxelles - Kineon -
  - Prix du public - Festival du Film Archéologique de Toulouse (AIRCHEO) - Toulouse -
  - Prix AMN du « meilleur film d'archéologie à petit budget » Festival international du Film d'Archéologie de Nyon - Nyon.
- 2012
  - « Meilleur documentaire d'archéologie métropolitaine » - Prix DRAC Picardie - Amiens.
  - Prix du meilleur film pour son apport scientifique ICRONOS - Bordeaux.
  - « Prize for Archaeological Reporting » - AGON - Athènes.

## Autour du film
- Les renseignements fournis sur cette page proviennent en très grande majorité du film et des bonus qui se trouvent dans le DVD édité par Court-Jus production dans la collection « Mémoire du sol ».
- Ce film a été classé 2e par le jury au IVe festival international d'archéologie de Besançon en juin 2012.
- Ce film a fait partie de la sélection pour le festival international du film archéologique de Bidassoa à Irun en 2011.
- Le tournage a duré près de six ans afin de rendre compte de l'évolution des chantiers de fouilles et la postproduction a prolongé la réalisation de deux ans.
- Des extraits des « Arverniales » organisées par l'office de tourisme Gergovie Val d'Allier ont été intégrés au film par David Geoffroy et Aurore Soyet.